# بادپر کنگویی
بادپر کنگویی (نام علمی: Cymothoe orphnina) نام یک گونه از سرده پروانه‌های بادپر است.